# Shea Diamond
Pour l’article homonyme, voir Diamond.
ShaGasyia Diamond dite Shea Diamond, née le 17 mars 1978, est une chanteuse, autrice-compositrice et activiste pour les droits des personnes trans américaine. Sa musique tient des genres soul et RnB contemporain et inclut des éléments blues, rock, hip-hop et folk. L'écriture de ses textes a été décrite comme « faisant preuve d'un don rare pour dépeindre des émotions brutes et dynamiques d'une manière qui émeut le corps autant que l'esprit ». Elle est fortement influencée par Whitney Houston et Tina Turner.
Son premier EP, Seen It All, a été créée le 29 juin 2018.

## Biographie

### Jeunesse et incarcération
Shea Diamon est née à Little Rock, dans l'Arkansas, d'une mère adolescente de quatorze ans, et élevée par des proches à Memphis, dans le Tennessee, avant de vivre la majorité de sa jeunesse et de sa vie d'adulte à Flint, dans le Michigan. Elle quitte son domicile à l'âge de quatorze ans et passe du temps dans le système de placement familial avant d'être émancipée à l'âge de dix-sept ans. Assignée garçon à la naissance, elle ressent en grandissant une énorme pression pour agir de manière masculine, bien qu'elle ait su très tôt qu'elle était une femme,. L'envie de devenir chanteuse lui a été inspirée par Tina Turner, se perfectionnant en dirigeant le chœur de son église, dans laquelle elle était souvent blâmée pour avoir chanté trop haut. À l'âge de vingt ans, elle braque une épicerie sous la menace d'une arme pour payer sa chirurgie de réassignation de genre. Elle fait des allers-retours dans des établissements pénitentiaires pour hommes dans le Michigan entre 1999 et 2009. C'est en prison qu'elle écrit sa chanson I Am Her. Pendant son incarcération, Shea Diamond a été victime de discrimination en raison de son identité de femme trans. Elle a été placée en isolement protecteur afin d'être tenue à l'écart de la population masculine. L'humiliation, l'isolement et les erreurs de genre ont souvent été utilisés comme punition.

### Début de carrière
Justin Tranter, chanteur du groupe Semi Precious Weapons, s'intéresse à Shea Diamond après avoir vu une vidéo dans laquelle elle chante I Am Her a cappella lors d'un rally Trans Lives Matter. La performance l'impressionne de par son honnêteté et le talent vocal à l'état brut de Shea Diamond. Il prend immédiatement contact avec elle et, ensemble, ils commencent alors à enregistrer de la musique. Justin Tranter cosigne avec Shea Diamond à Asylum Records comme producteur exécutif. Il est aussi coauteur de sa pièce Seen It All, créée le 29 juin 2018.
En 2017, Shea Diamond fait une reprise de I'd Love to Change the World, du groupe britannique Ten Years After, pour la mini-série When We Rise. En décembre 2018, elle rejoint la campagne Human Rights Campaign's Equality Rocks.
En février 2019, elle est nommée pour les GLAAD Media Awards en tant qu'artiste musicale exceptionnelle. La même année, sa chanson American Pie est utilisée lors des meetings de campagne de Pete Buttigieg, candidat à l'élection présidentielle américaine de 2020. En juin 2019, elle est tête d'affiche du concert Capital Pride de Washington. Le 7 juin 2019, elle sort son single Don't Shoot, une chanson décrite par Paper comme contenant « un message contre l'épidémie de violence armée en cours aux États-Unis, tout en reflétant l'expérience de Diamond [sic] en tant que femme noire transgenre qui a été incarcérée et victime d'une discrimination systémique ».
La main de Shea Diamond apparaît sur la pochette originale du troisième album studio de Sam Smith, à l'époque où l'album était connu sous le nom To Die For. Shea Diamond apparaît également dans le clip vidéo de la chanson I'm Ready de Sam Smith en duo avec Demi Lovato.
Sa chanson I Am America est le thème musical de la série HBO We're Here, enregistrée comme single le 23 avril 2020. I Am America figure sur la liste des meilleures chansons LGBTQ de 2020 établie par Billboard. Elle sort la même année les singles Stand Up et So Lucky, ainsi que deux chansons qui apparaissent dans la bande originale du film de Noël Ma belle-famille, Noël et moi.

## Discographie

### Singles
| Titre                | Année | Album                |
| -------------------- | ----- | -------------------- |
| Don't Shoot          | 2019  | Don't shoot          |
| I Am America         | 2020  | I Am America         |
| Stand Up             | 2020  | Stand Up             |
| So Lucky             | 2020  | So Lucky             |
| Presence of a Legend | 2021  | Presence of a Legend |
| Smile                | 2021  | Smile                |

### EP
| Titre       | Détails de l'EP                           |
| ----------- | ----------------------------------------- |
| Seen It All | - : 29 juin 2018 - Label : Asylum Records |